# Zhang Mengxue
Zhang Mengxue (chinês tradicional: 張夢雪, chinês simplificado: 张梦雪, pinyin: Zhāng Mèngxuě; Jinan, 6 de fevereiro de 1991) é uma atiradora olímpica chinesa, campeã olímpica.

## Carreira
Zhang Mengxue representou a China nas Olimpíadas de 2016, conquistou a medalha de ouro na pistola de ar 10m.